# Pont ferroviaire d'Anqing
Le pont ferroviaire d'Anqing traverse le Yangzi Jiang (dit aussi Yangtsé-Kiang ou fleuve Bleu), près d'Anqing, en Chine. C'est un pont à haubans d'une longueur totale de 2 996,8 mètres, avec une travée centrale de 580 mètres de portée, et deux piles culminant à 210 mètres au-dessus du fleuve.

## Histoire
Le pont a coûté 1,43 milliard de yuans depuis le 20 mars 2009, lorsque la construction a commencé. Le pont reliant Nankin et Anqing permettra de réduire le temps de voyage entre les deux villes terminaux des huit heures actuels à seulement 90 minutes.
La construction des pylônes du pont a été achevée le 14 septembre 2012.

## Caractéristiques
La longueur totale du pont est de 2 996,8 m. Le pont principal est un pont de six travées en treillis de poutres d'acier continue à haubans avec un arrangement de travées de  101,5+188,5+580+217,5+159,5+116 m. La poutre principale du pont est composée de trois treillis qui sont 15 m de hauteur et de 14,5 m en longueur de panneau. Les haubans sont en brins de fil d'acier parallèles qui sont répartis en trois plans en forme d'éventail.
Les rails sur le pont sont des rails soudés à double voie.